# Villosa fabalis
Villosa fabalis är en musselart som först beskrevs av I. Lea 1831.  Villosa fabalis ingår i släktet Villosa och familjen målarmusslor. IUCN kategoriserar arten globalt som starkt hotad. Inga underarter finns listade i Catalogue of Life.